# Stigmaphyllon cordatum
Stigmaphyllon cordatum är en tvåhjärtbladig växtart som beskrevs av J. N. Rose och J. D. Smith. Stigmaphyllon cordatum ingår i släktet Stigmaphyllon och familjen Malpighiaceae. Inga underarter finns listade i Catalogue of Life.